# サン・ジョヴァンニ・アル・ナティゾーネ
サン・ジョヴァンニ・アル・ナティゾーネ（伊: San Giovanni al Natisone）は、イタリア共和国フリウリ＝ヴェネツィア・ジュリア州ウーディネ県にある、人口約6,000人の基礎自治体（コムーネ）。

## 名称
標準イタリア語以外では以下の名称を持つ。
- フリウリ語: San Zuan dal Nadison

## 地理

### 位置・広がり

#### 隣接コムーネ
隣接するコムーネは以下の通り。括弧内のGOはゴリツィア県所属を示す。
- キオプリス＝ヴィスコーネ
- コルモンス (GO)
- コルノ・ディ・ロザッツォ
- マンツァーノ
- トリヴィニャーノ・ウディネーゼ

### 気候分類・地震分類
サン・ジョヴァンニ・アル・ナティゾーネにおけるイタリアの気候分類 (it) および度日は、zona E, 2281 GGである。
また、イタリアの地震リスク階級 (it) では、zona 2 (sismicità media) に分類される。

## 行政

### 分離集落
サン・ジョヴァンニ・アル・ナティゾーネには、以下の分離集落（フラツィオーネ）がある。
- Dolegnano, Medeuzza, Villanova del Judrio

## 姉妹都市
- フランカヴィッラ・フォンターナ、イタリア
- クッフル（ドイツ語版）、オーストリア
- Bystřice pod Hostýnem、チェコ